# Közvetlen beválasztás
A (közvetlen) beválasztás a telefonhálózat azon szolgáltatása, melynek segítségével a hívó a hívott alközpont keresett mellékállomását kezelő közreműködése nélkül – „közvetlenül tárcsázva” – érheti el. A kezelők forgalma ily módon jelentősen csökken: akár a recepciós is el tudja látni a feladatot (például úgy, hogy közli a hívóval a keresett fél beválasztásos hívószámát). A hívónak kedvező, hogy csak a keresett mellékállomás jelentkezésekor kell fizetnie. A szolgáltatás további előnye, hogy egy vállalat minden alkalmazottjának külön hívószáma lehet anélkül, hogy ehhez megannyi telefonvonalat kellene létesíteni a főközpont és az alközpont között.

## Működési elve
A hívott szám elemzésével a főközpont megállapítja, hogy a hívás egy beválasztásos alközpont felé irányul. Keres egy szabad beszédáramkört, majd a hívott szám utolsó néhány jegyét átadja az alközpontnak. A számjegyek átadására többféle rendszer terjedt el.
- Egyenáramú impulzusok

Ez a jelzésrendszer hasonló ahhoz, ahogyan az előfizetői készülék tárcsaimpulzusai eljutnak a főközpontig. Beválasztásnál a főközpont az alközponti hurokáramot szaggatja a számimpulzusok ütemében, vagy esetleg egy harmadik – úgynevezett „c” – ágra ad földimpulzusokat. Magyarországon ezt a jelzésrendszert nem használták.
- MFC[4]

A jelzésrendszerben két, eltérő frekvenciájú hang kombinációja felel meg egy-egy számjegynek. A főközpont az első számjegynek megfelelő frekvenciakombinációt küldi az alközpontnak. Az alközpont – ha felismeri a hallott frekvenciakombinációt – nyugtajelet küld vissza. A nyugtajel megmutatja, hogy melyik számjegyet küldje a következő lépésben a főközpont. Ha az alközpont valamennyi számjegyet megkapta, akkor nyugtaképpen a hívott – szabad vagy foglalt – állapotát jelzi vissza. Magyarországon néhány esetben használták ezt a jelzésrendszert.
- ISDN

Az Integrált Szolgálatú Digitális Hálózat (ISDN) egyik kiegészítő szolgáltatása a beválasztás. A főközpont egy külön, digitális jelzéscsatornán küldi el egy blokkban – többek között – a hívott mellékállomás számát az alközpontnak. Az alközpont ugyanezen a jelzéscsatornán jelzi vissza, hogy a hívott szabad-e, vagy foglalt. Az ISDN-t Magyarországon 1995-ben vezették be, azóta ezt a jelzésrendszert használják a beválasztás megvalósítására.

## Számozás
Magyarországon zárt számozási rendszer van, vagyis a budapesti előfizetői hívószám mindig hétjegyű, a vidéki pedig mindig hatjegyű. Az alközpontot kijelölő szám és a mellékállomás száma együttesen tehát pontosan hét (illetve hat) számjegyű: a hívószám két része nem különíthető el egymástól. Például: egy négyszáz állomásos budapesti beválasztásos alközpont számmezeje 445 5800 … 445 6199, a mellékállomások egymást három- vagy négyjegyű számmal hívják (800 … 999, 6000 … 6199). A mellékállomás számából tehát nem képezhető triviálisan a beválasztásos hívószám.

## Beválasztás Magyarországon
Magyarországon a beválasztás viszonylag későn terjedt el: Rotary-központokhoz egyáltalán nem kapcsolódott beválasztásos alközpont.
Az első – MFC jelzésrendszert használó – beválasztásos alközpontok az ARF keresztrudas főközpontok üzembe helyezése után jelentek meg.

## Külső hivatkozások
- ETSI szabványokat „honosító” érvényes magyar nemzeti szabványok: MSZ ETS 300 062:1995. [2010. június 26-i dátummal az eredetiből archiválva]. (Hozzáférés: 2010. június 1.)
- Matáv Rt. adatdefiníciós munkabizottsága. A távközlési szolgálatok fogalmai és meghatározásai. B.: Távbeszélő-központok. Távközlési könyvkiadó, 7. o. [1995]. ISBN 963-7588-43-4 „A beválasztásos alközpont mellékállomásai vagy azok egy része a közcélú távbeszélő-hálózatból közvetlenül, kezelő közreműködése nélkül is felhívhatók.”